# نو دلو
نو دلو یک ستاره است که در صورت فلکی دلو قرار دارد.